# Titularerzbistum Tiburnia
Tiburnia ist ein 1968 eingerichtetes Titularerzbistum der römisch-katholischen Kirche. Es geht zurück auf einen untergegangenen Bischofssitz in der Stadt Teurnia, die in der spätantiken Provinz Noricum lag.
| Titularerzbischöfe von Tiburnia |                                                          |                                                                 |                   |                  |
| Nr.                             | Name                                                     | Amt                                                             | von               | bis              |
| 1                               | Emilio Benavent Escuín                                   | Koadjutorerzbischof von Granada (Spanien)                       | 26. August 1968   | 3. Februar 1974  |
| 2                               | Donato Squicciarini                                      | Apostolischer Nuntius                                           | 31. August 1978   | 5. Mai 2006      |
| 3                               | Víctor René Rodríguez Gómez Titularbischof pro illa vice | Weihbischof in Texcoco (Mexiko)                                 | 13. Mai 2006      | 25. Oktober 2012 |
| 4                               | Víctor Manuel Fernández                                  | Rektor der Päpstlichen Katholischen Universität von Argentinien | 13. Mai 2013      | 2. Juni 2018     |
| 5                               | José Manuel Garza Madero Titularbischof pro illa vice    | Weihbischof in Monterrey (Mexiko)                               | 17. Oktober 2020  | 18. Oktober 2020 |
| 6                               | Andrés Gabriel Ferrada Moreira                           | Kurienerzbischof                                                | 8. September 2021 |                  |